# Та ніч з тобою
«Та ніч з тобою» (англ. That Night with You) — американська кінокомедія Вільяма Сайтера 1945 року.

## У ролях
- Франшо Тоун — Пауль Рено
- Сюзанна Фостер — Пенні Паркер
- Девід Брюс — Джоні
- Луїза Олбріттон — Шейла Морган
- Жаклін де Віт — Блоссом Дрейк
- Айрін Раян — Пруденс
- Бастер Кітон — Сем
- Говард Фріман — Вілбур Віді
- Барбара Сірс — Клариса
- Тедді Інфер — Бінго